# Acromion
Acromion este denumirea prelungirii osoase a spinei scapulare.
Se articulează cu clavicula la nivelul articulației acromio-claviculare.